# Pascal Arimont
Pascal Arimont (Malmedy, 25 settembre 1974) è un politico belga, europarlamentare del Partito Cristiano Sociale che siede nel Gruppo del Partito Popolare Europeo come unico europarlamentare della Comunità germanofona del Belgio.
Nato a Malmedy, è cresciuto a Born, nel comune di Amel, parte della Comunità germanofona del Belgio.
Dal 1998 al 2002 fu assistente parlamentare dell'eurodeputato Mathieu Grosch. Nel 2014 Grosh, all'epoca unico membro del Parlamento europeo della Comunità germanofona del Belgio, decise di non candidarsi per il mandato successivo, cedendo il posto ad Airmont.
All'interno dell'Europarlamento Airmont è vicepresidente della Commissione per lo sviluppo regionale (REGI) e membro della delegazione per le relazioni con i Paesi dell'America centrale e della delegazione all'Assemblea parlamentare euro-latinoamericana.
Dal 2006 al 2009 fu consigliere provinciale della provincia di Liegi (e quindi membro consultivo del Parlamento della Comunità germanofona del Belgio). Dal 2009 al 2014 è stato deputato del medesimo Parlamento con il ruolo di capogruppo del Partito Cristiano Sociale.